# Chroniques sexuelles d'une famille d'aujourd'hui
Chroniques sexuelles d'une famille d'aujourd'hui è un film del 2012 diretto da Pascal Arnold e Jean-Marc Barr.

## Trama
Claire ed Hervé sono due genitori modello che dedicano tutta la loro vita all'educazione dei tre figli, Romain, Pierre e Marie. La loro vita tranquilla è scossa quando Romain viene espulso da scuola dopo essere stato scoperto a masturbarsi in classe e a filmare la scena con il suo cellulare.
I due genitori decidono quindi di affrontare apertamente l'argomento del sesso e a partire da quel momento la vita intima di ogni membro della famiglia diventerà argomento di discussione e dibattito.

## Versioni
La versione originale francese, della durata di 85 minuti, contiene scene di sesso estremamente esplicite con le attrici pornografiche Leïla Denio, Faustine Dubois e Lola Bruna.
Esiste una versione uscita in Nord America (e acquistabile presso Netflix) che omette molte scene di sesso e di nudo.